# Josef Schützenberger
Josef Schützenberger (27. července 1794 Steyr – 6. května 1877 Kaplice) byl rakouský politik německé národnosti z Čech, během revolučního roku 1848 poslanec Říšského sněmu.

## Biografie
Během revolučního roku 1848 se zapojil do veřejného dění. V roce 1848 byl zvolen na ústavodárný Říšský sněm. Zastupoval volební obvod Kaplice. Profesí se tehdy uváděl coby lékárník. Mandát získal v doplňovací volbě v listopadu 1848 poté, co rezignoval poslanec Ignaz Depil. Řadil se ke sněmovní pravici.